# Gubacha
Gubacha (anche traslitterata come Gubakha) è una città della Russia europea nordorientale (Territorio di Perm'); è il capoluogo dell'omonimo circondario urbano.
Sorge nella parte orientale del Territorio di Perm', nel pedemonte degli Urali sulle sponde del fiume Kos'va, 150 chilometri a nordest del capoluogo Perm'.
La cittadina venne formata nel 1941 dall'unione in un unico soggetto amministrativo degli insediamenti di Gubacha, Kržižanovsk e imeni Krupskoj. L'insediamento di Gubacha è noto fin dalla metà del XVIII secolo come centro minerario in una zona di estrazione di minerali di ferro.
La città di Gubacha ha manifestato un corposo calo di popolazione per tutto l'ultimo cinquantennio, passando da 47.000 abitanti nel 1959 a circa 26.000 nel 2010.